# Myrmica afghanica
Myrmica afghanica là một loài kiến từ Afghanistan.